# Giuseppe Galbani
Giuseppe Galbani (Ballabio Superiore, 10 ottobre 1926 – Lecco, 25 dicembre 2016) è stato un operaio italiano deportato nei campi di concentramento di Mauthausen -  Gusen 1 e 2 durante la Seconda guerra mondiale. Autore di memorie sulla deportazione e concentramento in uno dei campi nazisti più spietati, e attivo e instancabile testimone dell'Olocausto subito dalla classe operaia in Italia per volontà fascista.

## Biografia

### Infanzia e adolescenza
Pino Galbani nacque il 10 ottobre 1926 a Ballabio Superiore (LC). I genitori furono portinai presso uno stabilimento della Rocco Bonaiti di Lecco. A 16 anni lui stesso iniziò a lavorare presso lo stabilimento della Rocco Bonaiti di Castello di Lecco (LC).

### Deportazione

#### Arresto
Il 7 marzo 1944 alle ore 10 si tenne uno sciopero generale nell'ambito delle numerose mobilitazioni che si stavano organizzando nel nord Italia nella primavera del 1944. Anche i dipendenti della Rocco Bonaiti parteciparono allo sciopero, tra questi anche Pino allora diciassettenne. Con lui vennero arrestati una quarantina di operai tra cui 5 donne, 5 minorenni e il datore di lavoro con il figlio. Artefici dell'arresto furono i fascisti italiani, che repressero gli scioperi avvenuti in mattinata presentandosi sia in divisa che in borghese. 

#### Carcerazione
Le persone arrestate furono sottoposte a un interrogatorio sommario, furono legate con una corda e fatte sfilare per le vie di Lecco, fino al ponte Visconti, unico ponte esistente ai tempi sull'Adda. Lì i prigionieri furono caricati su un camion diretto a Como. Entrati in città, furono fatti scendere dall'automezzo e dovettero sfilare ancora per le vie di Como, legati con la stessa corda. Giunti in questura, subirono un interrogatorio come quello precedente; i fascisti volevano ottenere maggiori informazioni riguardo allo sciopero avvenuto qualche ora prima, in particolare volevano conoscere i nomi degli organizzatori, nominativi che però nessuno sapeva. Dopo l'interrogatorio, Pino, i suoi colleghi di lavoro, altri lecchesi, comaschi e altri cittadini (oppositori politici e scioperanti) furono rinchiusi in una palestra di un plesso scolastico della città.

#### Trasporto
I prigionieri partirono da Como la mattina di martedì 14 marzo 1944 in treno, dove incontrarono il figlio del datore di lavoro, anch'egli arrestato assieme al padre. Poi il padre era stato rilasciato e rinchiuso a San Donnino, mentre il figlio invece aveva proseguito con gli altri prigionieri il viaggio verso Lecco. I prigionieri da Como arrivarono di nuovo a Lecco, alla stazione ferroviaria; furono richiusi nello scantinato sotto la biglietteria e fu loro proibito di parlare con qualsiasi altra persona. Parenti e amici fecero avere ai prigionieri sigarette, bibite e qualcosa da mangiare. E alla sera partirono per ignota destinazione. Giunsero a Bergamo, dove vennero mandati nella 67ª caserma, comandata dai nazisti, e furono a loro consegnati. Da Bergamo partirono in treno il 17 marzo con oltre 750 operai e impiegati, provenienti da Torino, Milano, Genova e Savona, tutta gente che aveva preso parte agli scioperi del 1944. I prigionieri dovettero viaggiare in condizioni disumane affidandosi alla carità delle altre persone che c'erano sul vagone. Dovevano defecare e urinare dentro il vagone; ogni volta che il treno si fermava e il vagone veniva aperto, le persone chiedevano disperate l'acqua, poiché non c'erano bottiglie, e da mangiare alle persone presenti in stazione. Infatti all'inizio del viaggio avevano ricevuto solo tre pagnotte e avrebbero dovuto sopravvivere per tutto il tragitto con quelle.

#### Detenzione nel lager
Ogni tanto ripenso a questo spagnolo ed è un ricordo bello perché significa che, nonostante tutto, quell'inferno non riusciva a distruggere completamente il senso di umanità e lealtà.»
(Angelo De Battista,Giuseppe Galbani 58881 Pino Galbani, un diciottenne nel lager di Mauthausen-Gusen, Oggiono, edizioni PRO.T.E.O Lombardia, 1999, p.43)
Pino Galbani fu deportato nel campo di Mauthausen, in Austria, la domenica mattina del 20 marzo 1944. Lì fu costretto a scendere in fretta dal vagone, consegnando gli oggetti personali e mettendosi in fila per cinque. Entrato nel campo, venne depilato, rasato, disinfettato e dovette fare una doccia, insieme agli altri detenuti, a tratti gelida e a tratti bollente. Poi usciti dalle docce, gli diedero la divisa del campo. Pino Galbani fu portato al sotto-campo di Gusen 1 e la sua prima impressione fu che fosse esteso e vuoto e la sua baracca piccola e altrettanto vuota. 
Da mangiare gli davano il caffè al mattino, zuppa a mezzogiorno, pane alla sera. Alcune volte, a causa della fame, rubavano le patate e le cucinavano con calce e urina. Quando era il momento del sonno dovevano dormire ammassati su dei pagliericci, alternati testa e piedi e quindi risultava loro difficile addormentarsi. Quando non ce ne stavano più le SS li picchiavano per farne entrare altri e chi andava in bagno preferiva rimanerci tutta la notte per via del poco spazio.
Ci furono nevicate e la temperatura scendeva spesso sotto lo zero. Per quanto riguarda i vestiti furono privati di tutto. Possedevano mutande e zoccoli, furono dotati di un abito di tela a righe grigie e blu e gli diedero due strisce orizzontali, una bianca e una rossa. Avevano un triangolo rosso sul quale vi era il loro numero, 58881 nel caso di Pino Galbani, che dovevano applicare sul taschino della casacca, con l'abbreviazione IT per indicare la provenienza dall'Italia e un bracciale in metallo con lo stesso numero.
Durante la detenzione Pino Galbani lavorò alla costruzione del campo di Gusen 2 (tranne la domenica pomeriggio, in cui non si lavorava), doveva scaricare e caricare vagoni al freddo, spalare le feci, scaricare il cemento e le patate, scaricare vagoni pieni di sassi. Il campo era diviso in diverse baracche, sorvegliate da guardie, che tutti i giorni facevano un lunghissimo appello che durava circa venti minuti, ma in casi estremi arrivava persino a durare una notte intera, se i conti non tornavano. Pino Galbani alloggiò nella stessa baracca con Signorelli, Madre Mario, Don Narciso, Berera, Milani, Goretti, Ghisleni, Terzi Alvaro, quattro francesi e sette o otto polacchi. Gli uomini erano separati dalle donne anche nelle baracche. Una frase che Pino ripeteva spesso nel suo dialetto era: «I man mandà che per fam crepà, ma me crepi mia», che significa «Mi hanno mandato qui per farmi morire ma io non muoio». Le paure più forti che Pino provava, come quasi tutti i suoi compagni, erano quella di essere picchiati quando rubavano il cibo e la paura costante di morire e di non poter rivedere più i propri cari.

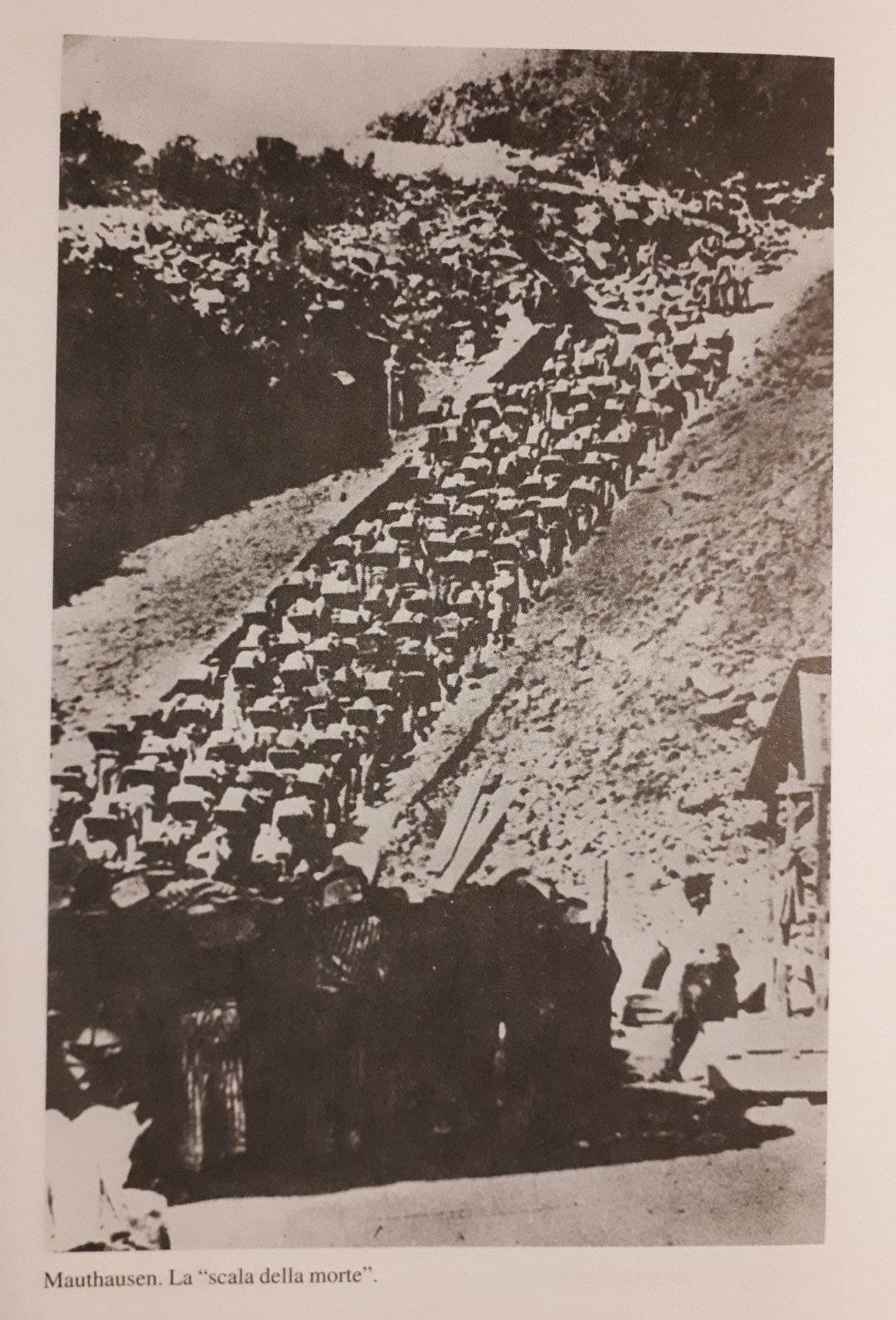
Mauthausen. La scala della morte (Op.cit.)

#### Pasqua di sangue
La prima Pasqua che passarono nel campo, a mezzogiorno, vennero radunati per rientrare alle baracche, fecero la conta, ma i numeri non tornavano. I tedeschi cominciarono a picchiare i detenuti, ma continuava a mancare un prigioniero. Allora liberarono i cani che trovarono il prigioniero, che si era nascosto in un'intercapedine di una baracca del campo di Gusen 2 con la speranza di riuscire a fuggire. Le guardie gli spezzarono gli arti in modo che non potesse più scappare, poi lo legarono ad un palo e lo portarono nel campo. Allora si fece nuovamente l'appello, che questa volta risultò corretto e tutti tornarono alla baracca. Pino Galbani e i compagni andarono alla baracca 16, dove il prigioniero venne steso per terra. I nazisti obbligarono quattro suoi compaesani a riempire una tinozza d'acqua e ad immergergli la testa per farlo affogare. Quando stava per affogare, lo toglievano dall'acqua e gli praticavano la respirazione artificiale; andarono avanti così a più riprese, fino a quando l'uomo non chiuse gli occhi e morì. Quando rientrarono distribuirono loro la zuppa, ma nessuno riuscì a mangiare, erano tutti pietrificati dal terrore. 

#### Liberazione
Verso la fine del mese di aprile del 1945 alcuni segnali fecero intuire che la fine del nazismo era prossima: non c'erano più le SS di guardia al campo, erano state sostituite da altri militari; inoltre, per eliminare le prove del loro operato, i tedeschi avevano bruciato i registri dei prigionieri e dei morti ed ucciso i prigionieri adibiti ai forni crematori in quanto testimoni pericolosi. Intorno alle ore 17 del 5 maggio 1945, dopo che già la sera precedente era stata annunciata come imminente la liberazione, alcuni soldati americani aprirono il portone del campo di Gusen 1 ed entrarono a bordo di una camionetta. Subito gli americani issarono la bandiera statunitense e ammainarono quella tedesca, dicendo ai prigionieri: «Da questo momento voi siete persone libere». Tutti i prigionieri si abbracciarono urlando e piangendo di gioia, una gioia che presto fu sostituita dal dolore per i compagni morti. 

#### Viaggio di ritorno
Pino Galbani, insieme ad altri sopravvissuti italiani, partì dal campo di Mauthausen circa un mese e mezzo dopo la liberazione. Dopo un primo tratto di viaggio in camion da Mauthausen a Linz, ci fu una sosta di un paio di giorni in un campo di raccolta. Pino e gli altri superstiti ripartirono da Linz in treno diretti a Bolzano, dove erano allestiti dei centri di smistamento. Durante il viaggio, arrivati al Brennero, tutti gli Italiani scesero dal treno e baciarono il suolo della patria: era il 28 giugno 1945. Al centro di smistamento arrivavano camion provenienti da varie fabbriche, tra cui la Falck, la Moto Guzzi e anche la Rocco Bonaiti. Pino Galbani, insieme a Funes, deportato con lui dalla Rocco Bonaiti, salì su quello della Moto Guzzi, dal momento che quello della Rocco Bonaiti era partito il giorno precedente, mentre il suo compagno Signorelli salì sul camion della Falck, diretto a Monza. 

#### Rientro a casa
La mattina del 29 giugno Pino arrivò a Lecco e si presentò alla Rocco Bonaiti dove lui e i pochi sopravvissuti lecchesi furono festeggiati come eroi dagli altri operai. La sera stessa tornò a Ballabio Superiore, nella notte di San Pietro e Paolo. Arrivò sotto casa sua, chiamò i genitori alla finestra, li abbracciò e raccontò loro la morte di coloro che avevano vissuto con lui in quel periodo, purtroppo nessuno gli credette e smise di raccontare i fatti successi.
Riprese quindi il lavoro e l'attività sindacale, come delegato di fabbrica e come membro del comitato provinciale della Fiom.

### Attività nel sociale
Pino Galbani fino al 1995 non volle mai parlare dell'orrenda esperienza vissuta. Dal 1995 iniziò ad andare nelle scuole, a portare la sua testimonianza di deportato, a volte con l'amico Signorelli. Nel 1999 pubblicò con Angelo De Battista il volume 58881 Pino Galbani, un diciottenne nel lager di Mauthausen-Gusen.